# Coussarea nodosa
Coussarea nodosa är en måreväxtart som först beskrevs av George Bentham, och fick sitt nu gällande namn av Johannes Müller Argoviensis. Coussarea nodosa ingår i släktet Coussarea och familjen måreväxter.

## Underarter
Arten delas in i följande underarter:
- C. n. nodosa
- C. n. umbellaris